# Nazionale di quidditch degli Stati Uniti d'America
La nazionale di quidditch degli Stati Uniti  è la rappresentativa nazionale di quidditch degli Stati Uniti d'America. La squadra è gestita dalla US Quidditch, un'organizzazione non a scopo di lucro, ed è posta sotto l'egida della International Quidditch Association.
È la squadra che ha vinto più mondiali di quidditch, avendo trionfato nel 2012, nel 2014, nel 2018 e nel 2023.
La nazionale statunitense gioca soltanto ogni due anni, ai mondiali di quidditch, in quanto esclusa per motivi geografici dalla sola altra competizione internazionale per squadre nazionali: gli europei di quidditch, il cui nome ufficiale è "IQA European Games".

## Colori e simboli

### Divise
| Casa                                                                                               | Trasferta                                                               |
| Manica sinistra · Maglietta · Maglietta · Manica destra · Pantaloncini · Pantaloncini · Calzettoni | Manica sinistra · Maglietta · Manica destra · Pantaloncini · Calzettoni |
| Nessun fornitore                                                                                   |                                                                         |